# Emmanuel Pentecostal Tabernacle
Emmanuel Pentecostal Tabernacle, kristen församling i New York, grundad våren 1895.
I december samma år möttes ombud från församlingen med representanter från the Bedford Avenue Pentecostal Church och the Utica Avenue Pentecostal Tabernacle. 
De tre församlingarna enades om att tillsammans bilda the Association of Pentecostal Churches of America och lade fast stadgar och lärosättningar för densamma.
Pastorerna William Howard Hoople, H B Hosley, John Norberry, Charles BeVier och H F Reynolds var några av ingenjörerna bakom detta samgående.